# 聖薩爾瓦多區

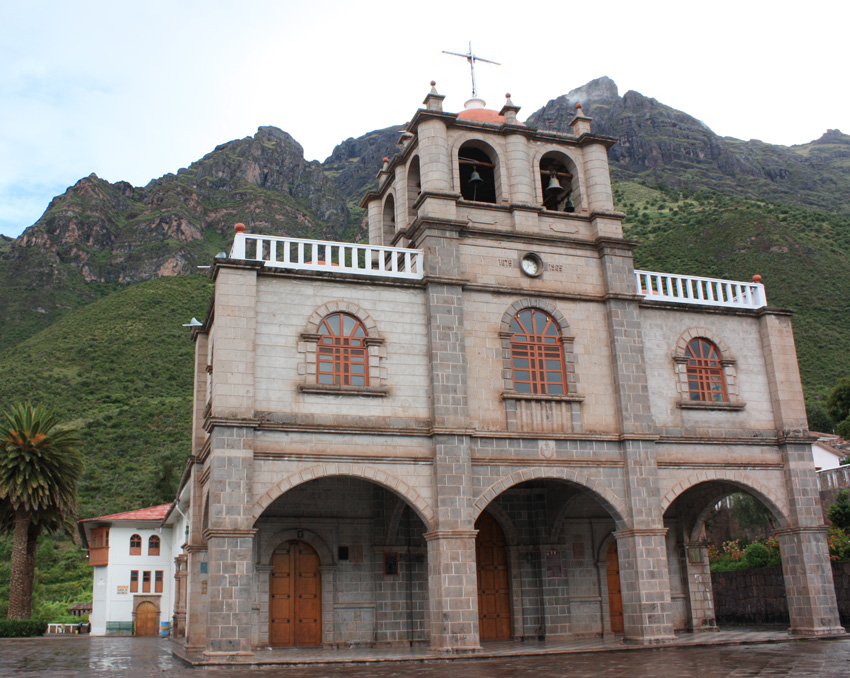

聖薩爾瓦多區（西班牙語：Distrito de San Salvador），是秘魯的一個區，位於該國南部庫斯科大區的卡爾卡省，始建於1946年2月28日，面積128.07平方公里，海拔高度2,995米，2005年人口4,966，人口密度每平方公里39人。